# Harry Andrews
Pour les articles homonymes, voir Andrews.
Harry Andrews, né le 10 novembre 1911 à Tonbridge, dans le Kent (Royaume-Uni), et mort le 6 mars 1989 à Salehurst, dans le Sussex de l’Est (Royaume-Uni), est un acteur britannique, connu pour ses interprétations aussi remarquées que complexes d’officiers de l’armée. Il débute d’ailleurs dans Les Bérets rouges en 1953. Sa performance dans le rôle du sergent-major Wilson dans The Hill (La Colline des hommes perdus de Sidney Lumet), aux côtés de Sean Connery lui vaut le prix du meilleur second rôle anglais aux National Board of Review Awards de 1965, et une nomination pour celui du meilleur acteur anglais aux BAFTA award de 1966.
Avant d’entamer sa carrière d’acteur, c’est un acteur shakespearien accompli, jouant au Queen’s Theatre, au Lyceum Theatre, et au Shakespeare Memorial Theatre en Angleterre, comme dans de nombreux autres théâtres internationaux à New York, Paris, Anvers, et Bruxelles. Il fait ses débuts londoniens en 1935 au St James’s Theatre et à New York en 1936 à l’Empire Theatre (aujourd’hui démoli).

## Biographie
Harry Andrews naît le 10 novembre 1911 à Tonbridge. Il était le fils de d’Arthur Henry Andrews et Frances Diana Amy Horner. Il a fait ses études au « Wrekin College » de Wellington, dans le Shropshire, puis sert dans « Royal Artillery » d’octobre 1939 à octobre 1945, pendant la Seconde Guerre mondiale.
Andrews était ouvertement gay et le compagnon de Basil Hoskins de longues années durant.
Il meurt le 6 mars 1989 dans sa maison de Salehurst (Royaume-Uni) des suites d’une surinfection aggravée par de l’asthme, à l’âge de 77 ans.

## Carrière théâtrale
Harry Andrews fait sa première apparition sur scène en septembre 1933 à la Liverpool Playhouse, dans la pièce « The long Christmas diner ». Après cette prestation, il vient faire ses débuts à Londres, au St James’s Theatre en mars 1935 dans Worse Things Happen at Sea ! où il interprète « John ». En octobre 1936, Andrews fait sa première apparition à New York dans le rôle d’Horatio de Hamlet, à l’« Empire Theatre ». Puis, de septembre 1937 à avril 1938, il intègre la compagnie John Gielgud au Queen’s Theatre, apparaissant notamment dans Richard II, L’École de la médisance, et Le Marchand de Venise. En 1939, Andrews a interprète le rôle de Laërte dans une production de Hamlet au Lyceum Theatre (pièce emblématique, puisque ce sera la dernière jouée avant la restauration complète du théâtre en 1996).
En décembre 1945, un mois après avoir quitté l’armée britannique qu’il avait servie toute la Seconde Guerre mondiale durant, il intègre à nouveau la compagnie théâtrale de l’Old Vic dans ce qui s’appelle alors « the New Theatre ». Il succède à George Curzon dans le rôle de Sir Walter Blunt dans la première partie de l’Henry IV, celui de Scroop dans la seconde, Créon dans Œdipe, et le ricanement dans The Critic de Sheridan. La compagnie tourne à New York, l’été 1946, apparaissant sur des scènes telles que celle du Century Theatre. À son retour en Angleterre en septembre suivant, Andrews continue à jouer avec la même compagnie jusqu’à la fin de la saison 1948-1949.
En 1949, Harry Andrews rejoint la troupe du Shakespeare Memorial Theatre, à Stratford-on-Avon. C’est là qu’il va interpréter son registre shakespearien dans les rôles de Macduff, Don Pedro, et Hortensio. Il participe ensuite à la tournée australienne. Andrews continuera à jouer dans cette compagnie toute la saison 1951. Puis il rejoint la compagnie de Laurence Olivier à New York, pour jouer dans les pièces César et Cléopâtre, Antoine et Cléopâtre au Ziegfeld Theatre. Ayant une carrière reconnue, il revient participer une dernière fois à la tournée de l’Old Vic pour jouer Henri VIII à Paris, Anvers, et Bruxelles.

## Carrière cinématographique
Harry Andrews fait ses deux premières apparitions à l’écran dans les films d’Alan Ladd, Les Bérets rouges, et Le Serment du chevalier noir. Ses performances sont remarquées et il va jouer dans de nombreux autres films historiques ou d’aventure. Citons Alexandre le Grand en 1956, Le désert de la peur (Ice-cold in Alex) en 1958, Salomon et la reine de Saba en 1959, et le 633 Squadron en 1964. Durant les années 1960 et 1970, Andrews commence à jouer plus souvent dans des comédies et des drames. Et en 1965, il reçoit le prix du meilleur second rôle du National Board of Review of Motion Pictures pour son interprétation inoubliable dans L’Extase et l’Agonie, aux côtés de Charlton Heston. Son autre performance dans La Colline des hommes perdus lui vaut d’être nommé par les BAFTA award pour le prix du meilleur acteur anglais, prix qui sera remporté par Dirk Bogarde pour son rôle dans Darling.
La carrière cinématographique d’Andrews apparaîtra dans des œuvres aussi diverses que la comédie The Jokers en 1967, la comédie musicale Strip-tease chez Minsky de William Friedkin en 1968, l’adaptation du roman d’Emily Brontë par Robert Fuest, Les Hauts de Hurlevent en 1970, la comédie Dieu et mon droit en 1972, et en 1976 l’adaptation de l’œuvre de Maurice Maeterlinck, L’Oiseau bleu, qui fut la première collaboration américano-soviétique dans le cinéma.
Cependant, les rôles pour lesquels Harry Andrews reste emblématique sont ceux d’officiers de l’armée. Au cours de sa carrière, ainsi il incarne le sergent Payne dans Commando en Corée en 1956, le major (colonel) Henry dans L’Affaire Dreyfus, le major Swindon dans l’adaptation de la pièce de George Bernard Shaw, Au fil de l'épée, le capitaine Graham dans A Touch of Larceny en 1959, Lord Lucan dans La Charge de la brigade légère en 1968 et le colonel Thompson dans Trop tard pour les héros, en 1970.
Parallèlement au grand écran, on peut voir Harry Andrews dans plusieurs séries télévisées. Il joue dans deux épisodes d’Armchair Theatre au début des années 1960. En 1975, il interprète le colonel Bruce dans Edward the Seventh. L’année suivante, il prend le rôle-titre de Darius Clayhanger dans la série basée sur The Clayhanger Family. Enfin, en 1985, Andrews participe à un épisode de la série documentaire This Is Your Life.
La dernière apparition d'Harry Andrews eut lieu à la télévision en 1988 dans le téléfilm en deux parties, Jack l'Éventreur, réalisé par David Wickes dont le casting prestigieux est dominé par Michael Caine et Lewis Collins. Harry Andrews y joue le rôle du Coroner Baxter.